# 刀と鞘
「刀と鞘」（かたなとさや）は、ALI PROJECTの29枚目のシングル。2010年8月25日にGloryHeavenから発売された。
ALI PROJECTと交友のあるロックバンドの人間椅子の同名シングル曲とは別である。

## 概要
「地獄之門」以来となる初回盤と通常盤の仕様で販売された。
ジャケットとPVは日光江戸村で撮影された。
ジャケットは、通常盤が花魁に扮した宝野のアップで、初回版が宝野扮する花魁が、4人の配下を従えて刀を振りかざしているものが使われている。「花魁」と「百鬼夜行」をテーマにしている。

### キャッチコピー
――覚悟しいや

## 批評
CDジャーナルは、「絢爛豪華な音世界と、アニメに沿った和テイストが見事に融合している、彼らの個性である官能的な雰囲気を醸し出した曲」と評した。

## 収録曲
（全作詞：宝野アリカ、作曲・編曲：片倉三起也） 
1. 刀と鞘 [4:38]
  - テレビアニメ『刀語』後期オープニングテーマ
  - AメロにBIG FISH AUDIOのサンプル音源『HIP HOP EXOTICA 2』より「16」のシンセ音源が利用されている。
  - ラストにBIG FISH AUDIOのサンプル音源『SYMPHONIC MANOEUVRES 2』より「27 orch swell E[3]」が利用されている。
2. 灰桜 [4:21]
3. 刀と鞘 （instrumental）
4. 灰桜 （instrumental）

DVD（初回限定盤のみ）
刀と鞘 （music clip〉

## 収録アルバム
| 曲名   | 収録アルバム | 発売日        | 備考              |
| ------ | ------------ | ------------- | ----------------- |
| 刀と鞘 | 『QUEENDOM』 | 2011年5月25日 | 7thベストアルバム |
| 灰桜   | 『QUEENDOM』 | 2011年5月25日 | 7thベストアルバム |